# Račenica
Danse traditionnelle bulgare, la Račenica ou Ručenica (en bulgare Ръченица) est une danse de couple de rythme aksak, en mesure 7/8 ou 7/16 (2+2+3).
Le nom de račenica vient de račenik ou ručenik, longue écharpe de lin ou de soie, avec franges, que la fiancée serre autour de sa tête avant le mariage.
Les danseurs sont disposés en ligne ou en cercle ouvert et alternent des sauts lents avec des pas très vifs, une sorte de course bondissante. On s’y tient souvent par la ceinture. Le style peut varier d’une région à l’autre, voire d’un village à l’autre.
C’est dans les campagnes autour de Sofia que les tempos ont la réputation d’être les plus rapides.

## Pas de base
- mesure 1
  - (1-2) : pas du pied gauche
  - (3-4) : pas du pied droit
  - (5-7) : pas du pied gauche
- mesure 2
  - idem mesure 1, pieds inversés.